# Iskaka
Iskaka (en árabe: إسكاكا‎) es una aldea ubicada en la gobernación de Salfit, en la Cisjordania ocupada (Palestina). Está situada 27 kilómetros al suroeste de Nablus. Según la Oficina Central de Estadísticas de Palestina, la población estimada de Iskaka a mediados de 2023 era de 1364 habitantes.

## Historia
Hay constancia de la existencia de la aldea desde el año 1244, en un texto cruzado que lo menciona como un casale. Se han encontrado fragmentos de cerámicas de las épocas bizantinas, cruzadas/ayubí y mamelucas.
El pueblo ha estado habitado constantemente desde entonces. En las estadísticas de 1945, la población era de 260 musulmanes, mientras que la superficie total era de 5311 dunams, según una encuesta oficial sobre tierras y población, de los cuales 1309 se destinaban a plantaciones y tierras de regadío, 1624 a cereales, mientras que 12 dunams se clasificaban como zonas edificadas.

### Desde 1967
Desde la Guerra de los Seis Días de 1967, Iskaka ha estado bajo ocupación israelí.
Tras los acuerdos de Oslo II en 1995, el 25% de las tierras del pueblo se definen como tierras de la zona B, bajo control parcial del gobierno de Palestina, mientras que el 75% restante son tierras de la zona C, bajo control militar de Israel. Según ARIJ (Applied Research Institute - Jerusalén), los israelíes han confiscado 356 dunams de tierra en Iskaka, incluidos terrenos para los asentamientos israelíes de Ariel, Nofei Nehemia y para la barrera israelí de Cisjordania.
El 14 de mayo de 2021, durante el conflicto entre la Franja de Gaza e Israel de 2021, unos colonos israelíes dispararon a los palestinos en Iskaka y asesinaron a Awad Ahmed Harb, de 23 años. Las fuerzas israelíes habían obstruido las carreteras y los accesos a Iskaka, impidiendo que las ambulancias prestaran asistencia vital en el interior del pueblo.